# Друштво филателиста Нови Сад
Друштво филателиста, а доцније и нумизматичара, „Нови Сад“ основано је 27. фебруара 1933. године под називом Друштво новосадских филателиста када је имало 79 чланова, од којих је било 58 из Новог Сада, а остали су били из других околних места тадашње Дунавске бановине.
Први председник филателистичког друштва био је Милорад Рајић. Друштво се брзо повећавало и постало једно од најбројнијих у Краљевини Југославији. У периоду од 1933. до 1939. године организоване су четири филателистичке изложбе, на којима су учествовали сем чланова друштва и филателисти из целе земље. Све ове изложбе обележене су пригодним каталозима, картама и жиговима. Интересантно је навести да су пред Други светски рат у Новом Саду радиле и две филателистичке радње.
У периоду од 1940-1946. године деловање Друштва се прекида. Оснивачком скупштином од 13. октобра 1946. обнавља се организован рад Друштва под називом Друштво филателиста Новог Сада. Нажалост током рата уништени су архива и библиотека предратног рада. Обновљено друштво новосадских филателиста напредује веома брзо, а организују се многе изложбе у Новом Саду. Збирке новосадских филателиста приказиване су на многим изложбама у земљи и иностранству. Поједине студијске збирке доспевале су и до светских изложби. У сталном развоју, средином 70-их година друштво достиже око 500 чланова.
Током свог постојања ДФН „Нови Сад“ емитовало је преко стотину коверата, пригодних карата и поштанских жигова који обележавају догађаје из новосадске историје, културе, уметности, спорта и других области. Овом својом издавачком делатношћу филателисти су постали својеврсни хроничари свог града.

## Изложбе друштва
- 1934.8-9.ΙΧ Ι Ф. И. Друштва филателиста „Нови Сад“
- 1935.8-10.VΙ ΙΙ Ф. И. Друштва филателиста „Нови Сад“
- 1937.17-19.ΙV ΙΙΙ Ф. И. Друштва филателиста „Нови Сад“
- 1939.11-18.VΙ ΙV Ф. И. Друштва филателиста „Нови Сад“
- 1952.11-18.V Ι Смотра марака подружнице С. Ф. С. Нови Сад
- 1953.1-7.Χ Ф. И. С. Ф. С подружнице Нови Сад за 100 година поште
- 1955.1-8.ΙΧ Изложба марака у част Ι сусрета извидника
- 1955.1.Χ Ι републичка смотра марака у Новом Саду
- 1960.29.ΙV-8.V Ι смотра марака међународног пољопривредног сајма
- 1963.25-30.ΙΧ ΙΙ покрајинска Ф. И. Нови Сад
- 1964.10-17.V Ф. И за 31. пољопривредни сајам
- 1964.23.Χ ΙΙ покрајинска Ф. И. 20 година ослобођења Новог Сада
- 1965.23.Χ Ф. И. поводом ослобођења Новог Сада
- 1966.9-17.Χ Ф. И. марака и развоја ПТТ у Војводини,ΙΙΙ покрајинска Ф. И. Нови Сад
- 1967.22.ΙΧ Ι међународна Ф. И. Инексчасофила Сајам лова
- 1967.25.ΙΧ-5.Χ међународна Ф. И. Инексчасофила
- 1973.1.ΙV. Ι међународна пионирска Ф. И., ЈУПИФИ
- 1973.3-7.ΧΙΙ ΙV покрајинска изложба С. Ф. Војводине
- 1977.19-28.ΙΙΙ Ф. И. Раднички покрети и револуције на маркама
- 1977.24.ΧΙ-10.ΧΙΙ Ι Ф. И. Дунавфила 77
- 1978.21-29.Χ ΙΙ Ф. И. Дунавфила 78
- 1979.20.Χ Ф. И. Дунавфила 79
- 1980.20.Χ Ф. И. Дунавфила 80
- 1981.20.ΧΙ-6.ΧΙΙ V фестивал филателистичке омладине Југославије и Ф. И. Дунавфила 81
- 1987.19-26.ΙΧ Међународна филателистичка изложба Балканфила ΧΙ
- 1996.17.Χ Ф. И. Филателистичког клуба „Нови Сад“
- 1997.12.ΧΙ Ф. И. поводом промоције марака Музејски експонати
- 1998. мај Ф. И. на тему флоре и фауне
- 1999.8-11.Χ Покрајинска Ф. И. Војфила 99
- 2003.19-23.ΧΙ Ф. И. поводом 70 година Филателистичког друштва „Нови Сад“